# 직권탐지주의
직권탐지주의(職權探知主義)란 법원이 소송당사자의 주장이나 청구에 구속받지 않고 직권으로 증거를 수집·조사하는 원칙을 말한다. 대륙법계 국가는 직권탐지주의를 많이 채택하고 있다.